# Patricia Holmes
Patricia Ann Holmes es una diplomática australiana de carrera, perteneciente al Ministerio de Relaciones Exteriores y Comercio Internacional de Australia. Fue embajadora en Argentina (con acreditación concurrente en Paraguay y Uruguay) de su país y, previamente a su designación como tal, fue directora general de Consejería Legal, cargo que ocupó desde abril de 2010. Holmes ha ejercido funciones previamente ante la Organización Mundial del Comercio en Ginebra como consejera entre 2006 y 2009; en Papúa-Nueva Guinea como primer secretario entre 1998 y 2000; y en Vanuatu como tercer secretario, ascendida luego a segundo secretario, entre 1994-1996.
Holmes posee títulos en Ciencias y Derecho de la Universidad Macquarie; en Estudios Jurídicos, de la Universidad Tecnológica de Sídney; en Relaciones Exteriores y Comercio Internacional de la Universidad Monash; y en Derecho Ambiental, de la Universidad Nacional de Australia. Se matriculó como abogada en Nueva Gales del Sur y en el Territorio Capitalino Australiano en 1992. Habla español. Está en pareja y tiene tres hijos.